# Ивановци (Кюстендилская область)
Ивановци (болг. Ивановци) — село в Болгарии. Находится в Кюстендилской области, входит в общину Кюстендил. Население составляет 7 человек.

## Политическая ситуация
Кмет (мэр) общины Кюстендил — Петыр Георгиев Паунов (коалиция в составе 3 партий: Демократы за сильную Болгарию (ДСБ), Союз демократических сил (СДС), партия «АТАКА») по результатам выборов.